# Richard Jefferies

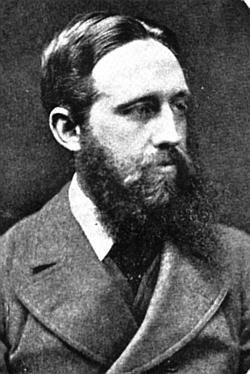
Richard Jefferies

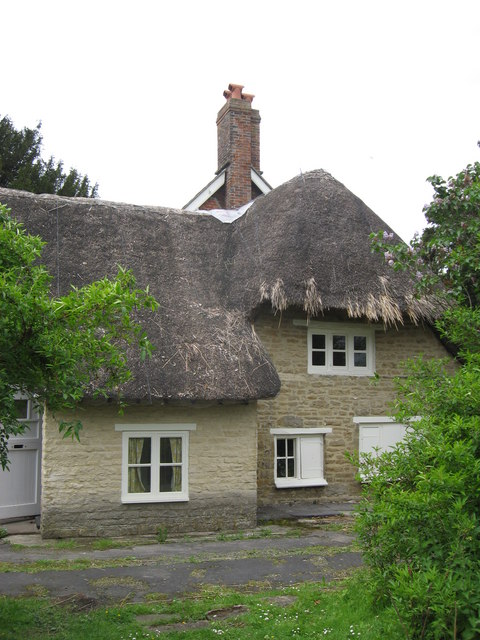
Ehemaliges Wohnhaus und heutiges Museum von Jefferies

John Richard Jefferies (* 6. November 1848 in Coate bei Swindon; † 14. August 1887 in Worthing) war ein englischer Naturschriftsteller.
Er ist erst durch seine Essays berühmt geworden, aber er hat auch Romane geschrieben, darunter zwei einflussreiche Kinderbücher, Wood Magic und Bevis, ein frühes Werk der Science Fiction, After London, und eine Erzählung einer untergehenden Bauernfamilie, Amaryllis at the Fair. Er litt viele Jahre an Tuberkulose, woran er schließlich starb; die Krankheit und die dadurch entstandene Armut haben seine Spätwerke beeinflusst.

## Bibliographie
- The Scarlet Shawl (1874)
- Restless Human Hearts (1875)
- World's End (1877)
- The Gamekeeper at Home (1878)
- Wild Life in a Southern County (1879)
- The Amateur Poacher (1879)
- Greene Ferne Farm (1880)
- Hodge and His Masters (1880)
- Round About a Great Estate (1880)
- Wood Magic: A Fable (1881)
- Bevis: the Story of a Boy (1882)
- Nature Near London (1883)
- The Story of My Heart: An Autobiography (1883)
- Red Deer (1884)
- The Life of the Fields (1884)
- The Dewy Morn (1884)
- After London; Or, Wild England (1885)
  - Deutsch: Der Wald kehrt zurück. Übersetzt von Annette von Charpentier. Bastei Lübbe TB #72026, 1983, ISBN 3-404-72026-1.
- The Open Air (1885)
- Amaryllis at the Fair (1887)

Postume Publikationen
- Field and Hedgerow; Being the Last Essays of Richard Jefferies (1889)
- The Toilers in the Field (1892)
- The Early Fiction of Richard Jefferies (1896)
- Jefferies’ Land: A History of Swindon and its Environs (1896)
- The Hills and the Vale (1909)